# Iñaki Ochoa de Olza

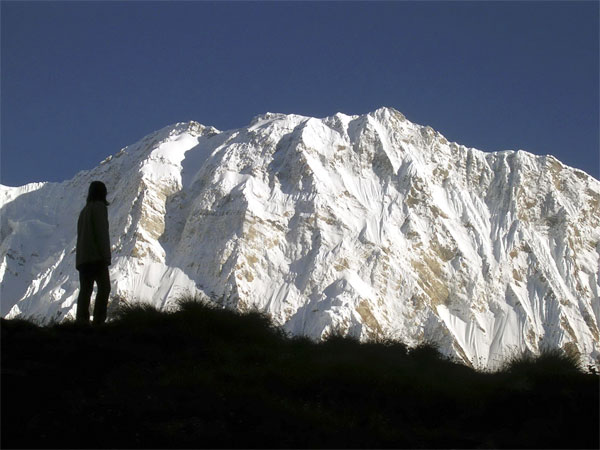
Annapurna

Iñaki Ochoa de Olza (* 29. Mai 1967 in Pamplona; † 23. Mai 2008 an der Annapurna in Nepal) war ein spanischer Bergsteiger. Er stand auf den Hauptgipfeln von 12 verschiedenen Achttausendern und einem Nebengipfel. Den Cho Oyu bestieg er zweimal. Alle seine Besteigungen führte er ohne Sauerstoffunterstützung und mit so wenig Fixseilen wie möglich durch.
Er war der erste Spanier, der einen 8000er in 24 Stunden bestieg.

## Besteigungen der 8000er
Im Jahr 1995 bestieg Ochoa den Mittelgipfel der Shishapangma im Alleingang. Ein Jahr später erreichte er die Hauptgipfel von Gasherbrum I und Gasherbrum II. 1997 war er das erste Mal am Broad Peak, erreichte mit seinem Seilgefährten Carlos Pauner aber nur den Vorgipfel. 1999 bestieg er den Lhotse im Alleingang. Im Jahr 2002 stand Ochoa auf den Gipfeln des Mount Everest und Cho Oyu. 2003 bestieg er zunächst den Nanga Parbat (zusammen mit Gerlinde Kaltenbrunner), anschließend den Broad Peak-Hauptgipfel, seinen letzten noch offenen Achttausender der Gasherbrum-Gruppe. 2004 bestieg er drei 8000er: Makalu, K2 und erneut den Cho Oyu. 2006 erreichte Ochoa den Gipfel des Manaslu und den Hauptgipfel der Shisha Pangma, die er über eine neue Routenvariante innerhalb von 13 Stunden im Alleingang bestieg. Im Jahr 2007 stand er auf dem höchsten Punkt des Dhaulagiri, den er innerhalb von nur 24 Stunden erreichte.

## Tod
Beim Versuch, die Annapurna über die Südseite zu besteigen, kam Ochoa ums Leben. Nach einem gescheiterten Gipfelversuch schaffte er es noch zu seinem vierten Hochlager auf etwa 7400 m Höhe zurück, wo er jedoch kollabierte. Der Notruf seines rumänischen Partners Horia Colibășanu erreichte Ueli Steck und Simon Anthamatten, die sich ebenfalls an der Annapurna-Südwand befanden und einen Erstbegehungsversuch vorbereiteten. Ein weiteres rasch zusammengewürfeltes, internationales Rettungsteam, darunter einige kasachische Spitzenbergsteiger (u. a. Denis Urubko), machten sich mit Medikamenten auf den Weg, aber nur Steck konnte Ochoa nach zwei Tagen erreichen. Horia Colibasanu litt durch den langen Aufenthalt in extremer Höhe mittlerweile selbst an gesundheitlichen Problemen und musste so schnell wie möglich absteigen. Für Ochoa kam jedoch jede Hilfe zu spät. Er verstarb im Beisein von Steck.